# 유견법과 무견법
유견법과 무견법 즉 '유견법(有見法) · 무견법(無見法)의 쌍'은 다음의 분류, 그룹 또는 체계의 한 요소이다.
- 명색(名色), 무참(無慚) · 무괴(無愧) 등과 같이 특정한 2가지 법을 가리키는 여러 가지 2법(二法)들 가운데 하나이다.[1][2] 특히, 《아비달마집이문족론》 제1권과 《삼장법수》에 이런 뜻의 여러 가지 2법(二法)들이 나열되어 있다.[3]
- 유위법 · 무위법, 유루법 · 무루법 등과 같이 일체법(一切法)을 특정한 기준에 따라 2가지로 분류한 여러 가지 2법(二法)들 가운데 하나이다.[1][2] 특히, 《아비달마품류족론》 제5권에 이런 뜻의 여러 가지 2법(二法)들이 나열되어 있다.[4][5]
- 유대법(有對法) · 무대법(無對法) 구분과 결합하여, 일체의 색법 즉 물질을 유견유대색(有見有對色) · 무견유대색(無見有對色) · 무견무대색(無見無對色)의 3색(三色)으로 구분하여 물질의 성질을 밝히는 데 사용된다. 특히 마지막의 무견무대색은 무표색 또는 법처소섭색을 가리키는 것으로 무표색은 부파불교의 설일체유부의 연기론인 업설(業說) 또는 업감연기와 깊은 관련이 있으며, 법처소섭색은 대승불교의 유식유가행파의 연기론인 아뢰야연기의 종자설과 깊은 관련이 있다.[6][7][8]
- 《구사론》의 〈분별계품〉에서 설하고 있는, 18계(十八界)에 대한 제문분별(諸門分別)인, 22문(二十二門) 가운데 하나이다.[9]

유견법과 무견법 즉 '유견법(有見法) · 무견법(無見法)의 쌍'은 여러 가지 2법(二法)들 가운데 하나로, 이 둘을 합하면 일체법이 된다. 하지만, 때로는 일체법에서 무위법을 제외한 유위법 전체에 대해 '유견법 · 무견법'의 구분을 적용하기도 한다.
유견법과 무견법을 통칭하여 전통적인 용어로 유견무견법(有見無見法)이라고도 하며, 줄여서 유견무견(有見無見)이라고도 한다.
유견법(有見法)과 무견법(無見法)의 한자어 문자 그대로의 뜻은 '봄이 있는 법'과 '봄이 없는 법'이다.
유견법(有見法,
산스크리트어: sanidarśana,
티베트어: bstan du yod pa,
영어: the visible) 즉 봄이 있는 법이란 안근(眼根)으로 보이는 대상을 말하며, 6경(六境) 가운데 색경(色境), 즉 12처(十二處) 가운데 색처(色處), 즉 18계(十八界) 가운데 색계(色界)를 말한다.
무견법(有見法,
산스크리트어: anidarśana,
티베트어: bstan du med pa,
영어: the invisible) 즉 봄이 없는 법이란 유견법을 제외한 모든 법을 말한다.
유견(有見)의 성질 즉 유견성(有見性)을 가견성(可見性)이라고도 한다. 마찬가지로, 유견을 가견(可見)이라고도 한다. 무견(無見)의 성질 즉 무견성(無見性)을 불가견성(不可見性)이라고도 한다. 마찬가지로, 무견을 불가견(不可見)이라고도 한다.

## 경론별 설명

### 아비달마품류족론
부파불교의 설일체유부의 논서 《아비달마품류족론》 제6권에 따르면,
유견법(有見法)은 일체법을 이루는 12처(十二處) 가운데 1처를 말한다. 즉, 색처(色處)를 말한다.
무견법(無見法)은 일체법을 이루는 12처(十二處) 가운데 11처를 말한다. 즉, 색처(色處)를 제외한 나머지 안처(眼處) · 이처(耳處) · 비처(鼻處) · 설처(舌處) · 신처(身處) · 의처(意處) · 성처(聲處) · 향처(香處) · 미처(味處) · 촉처(觸處) · 법처(法處)의 11처를 말한다.

### 아비달마구사론
부파불교의 설일체유부의 논서 《아비달마구사론》 제2권에 따르면,
유견법(有見法)은 일체법을 이루는 18계(十八界) 가운데 1계인 색계(色界)를 말한다. 색계가 유견(有見)인 이유는 이러한 색(色: 즉, 각각의 현색과 형색)과 저러한 색의 차별을 드러내어 나타낼[示現] 수 있기 때문이다. 그리고 이러한 색과 저러한 색의 차별을 드러내어 나타낼[示現] 수 없으면 무견(無見)이라고 말할 수 있다.
무견법(無見法)은 일체법을 이루는 18계(十八界) 가운데 색계(色界)를 제외한 나머지 모든 계(界)들을 말한다. 즉, 안계(眼界) · 이계(耳界) · 비계(鼻界) · 설계(舌界) · 신계(身界) · 의계(意界) · 성계(聲界) · 향계(香界) · 미계(味界) · 촉계(觸界) · 법계(法界) · 안식계(眼識界) · 이식계(耳識界) · 비식계(鼻識界) · 설식계(舌識界) · 신식계(身識界) · 의식계(意識界)의 17계를 말한다.

### 대지도론
대승불교의 중관학파의 논서 《대지도론》 제20권에 따르면,
고타마 붓다는 색(色)에 가견유대색(可見有對色) · 불가견유대색(不可見有對色) · 불가견무대색(不可見無對色)의 3종색(三種色)이 있다고 설하였다. 즉, 색경에 속한 모든 법들을 이들 3종으로 분류할 수 있다고 설하였다.
 佛說三種色：「有色可見有對，有色不可見有對，有色不可見無對。」

 
부처님께서는 세 종류의 색(色)을 말씀하셨다. 곧 어떤 색은 볼 수도 있고 대할 수도 있고[可見有對], 어떤 색은 볼 수는 없으나 대할 수는 있고[不可見有對], 어떤 색은 대할 수도 없고 볼 수도 없다[不可見無對].
 — 《대지도론》 제20권. 한문본 & 한글본

### 유가사지론
대승불교의 유식유가행파의 논서 《유가사지론》 제56권에 따르면,
유견(有見)은 안소행(眼所行) 즉 안근[眼]의 작용[行] 대상[所]을 뜻하며, 한 가지 온(蘊)의 일부가 유견이다. 즉, 색온의 일부가 유견이다.

### 삼장법수
일여(一如) 등의 《삼장법수》에 따르면,
색진(色塵), 즉 색경(色境), 즉 세간의 색깔 등[色]은 안근[眼]으로 불 수 있으므로 가견(可見) 즉 유견(見有)이다.
5근(五根)과 성진(聲塵) · 향진(香塵) · 미진(味塵) · 촉진(觸塵)의 4진(四塵)과 무표색(無表色)을 비롯한 나머지 모든 법은 안근[眼]으로 볼 수 없으므로 불가견(不可見) 즉 무견(無見)이다.
이 가운데,  무표색(無表色)은 색진 · 성진 · 향진 · 미진 · 촉진의 5진(五塵)이 과거로 낙사한 것으로, 의근을 소의로 하는 의식은  이 과거의 물질들을 분별하고 요별할 수 있다. 그러나 안근을 소의로 하는 안식은 이 과거의 물질들을 요별하지 못한다. 이러한 이유로 무표색은 불가견(不可見) 즉 무견(無見)이며 또한 밖으로 표시된 것 즉 외적인 사물이 아니므로 무표(無表)이고 무대(無對)이다.

## 법체계에서의 유견무견법

### 5온
일체의 유위법에 대한 법체계로, 초기불교 이래로 불교 일반에서 사용되어온 법체계인 5온(五蘊)에서, 색온(色蘊)의 일부만이 유견법(有見法)이다. 아래 표에서 색온이 빨간색으로 표시되어 있다. 색온의 나머지 부분과 다른 모든 온(蘊)은 무견법(無見法)이다.

### 12처
일체법에 대한 법체계로, 초기불교 이래로 불교 일반에서 사용되어온 법체계인 12처(十二處)에서, 오직 색처(色處)만이 유견법(有見法)이다. 아래 표에서 빨간색으로 표시되어 있다. 나머지 다른 모든 처(處)는 무견법(無見法)이다.

### 18계
일체법에 대한 법체계로, 초기불교 이래로 불교 일반에서 사용되어온 법체계인 18계(十八界)에서, 오직 색계(色界)만이 유견법(有見法)이다. 아래 표에서 빨간색으로 표시되어 있다. 나머지 다른 모든 계(界)는 무견법(無見法)이다.

### 5위 75법
일체법에 대한 법체계로, 부파불교의 설일체유부의 법체계인 5위 75법(五位七十五法)에서, 색법(色法)의 그룹[位]에 속한 색경(色境)만이 유견법(有見法)이다. 아래 표에서 빨간색으로 표시되어 있다. 나머지 74가지 법은 모두 무견법(無見法)이다.

### 5위 100법
일체법에 대한 법체계로, 대승불교의 유식유가행파의 법체계인 5위 100법(五位百法)에서, 색법(色法)의 그룹[位]에 속한 색경(色境)만이 유견법(有見法)이다. 아래 표에서 빨간색으로 표시되어 있다. 나머지 99가지 법은 모두 무견법(無見法)이다.

## 같이 보기
- 유색법과 무색법
- 유견법과 무견법
- 유대법과 무대법
- 색 (불교)
- 3종색: 유견유대색 · 무견유대색 · 무견무대색

## 참고 문헌
- 세우 지음, 현장 한역, 송성수 번역 (K.949, T.1542). 《아비달마품류족론》. 한글대장경 검색시스템 - 전자불전연구소 / 동국역경원. K.949(25-149), T.1542(26-692). |title=에 외부 링크가 있음 (도움말)
- 세친 지음, 현장 한역, 권오민 번역 (K.955, T.1558). 《아비달마구사론》. 한글대장경 검색시스템 - 전자불전연구소 / 동국역경원. K.955(27-453), T.1558(29-1). |title=에 외부 링크가 있음 (도움말)
- 운허.  동국역경원 편집, 편집. 《불교 사전》. |title=에 외부 링크가 있음 (도움말)
- (영어) DDB. 《Digital Dictionary of Buddhism (電子佛教辭典)》. Edited by A. Charles Muller. |title=에 외부 링크가 있음 (도움말)
- (중국어) 佛門網. 《佛學辭典(불학사전)》. |title=에 외부 링크가 있음 (도움말)
- (중국어) 세우 조, 현장 한역 (T.1542). 《아비달마품류족론(阿毘達磨品類足論)》. 대정신수대장경. T26, No. 1542, CBETA. |title=에 외부 링크가 있음 (도움말)
- (중국어) 星雲. 《佛光大辭典(불광대사전)》 3판. |title=에 외부 링크가 있음 (도움말)
- (중국어) 세친 조, 현장 한역 (T.1558). 《아비달마구사론(阿毘達磨俱舍論)》. 대정신수대장경. T29, No. 1558, CBETA. |title=에 외부 링크가 있음 (도움말)